# Гаммерсміт і Фулем
Га́ммерсміт і Фу́лем (англ. London Borough of Hammersmith and Fulham) — боро Лондона у Західному Лондоні, є частиною Внутрішнього Лондона.

## Райони
- Брук-Грін
- Велем-Грін
- Вест-Кенсінгтон
- Вайт-Сіті
- Гаммерсміт
- Гарлінем
- Іст-Ектон
- Коледж-Парк
- Олд-Оук-Коммон
- Персонс-Грін
- Сендес-Енд
- Фулем
- Шефердс-Баш

## Спорт
У районі базуються футбольні клуби «Квінз Парк Рейнджерс», «Фулгем» та «Челсі», які виступають у Прем'єр-лізі, найвищому англійському футбольному дивізіоні.